# Disertación de filosofía
La disertación de filosofía es un ejercicio escolar y universitario difundido especialmente en Francia y España. Mientras que la disertación es un recurso evaluador compartido por numerosas disciplinas como la historia, la lengua o los idiomas, la disertación de filosofía cuenta con una fama de prueba estelar en los estudios de bachillerato y universitarios por los asuntos que trata. En España la disertación de filosofía es el modo privilegiado para evaluar al alumnado y es considerada a menudo más « importante » que el comentario de texto, otro ejercicio de relativa importancia en el país. 

## Descripción
El candidato tiene que redactar un texto argumentativo que responda a un asunto, que plantea una cuestión o puerta sobre una o de las nociones a las cuales varias respuestas pueden estar aportadas. El alumnado tiene que basarse en sus conocimientos filosóficos (conceptos, autores, obras, distinciones conceptuales, etc.), pero debe también cumplir un trabajo de reflexión propia sobre el tema abordado. La respuesta tiene que basarse en juicios racionales que lleven a una conclusión o posición individual sobre el asunto tratado, respondiendo de manera clara a la pregunta previa. Entre los argumentos elegidos, caben todo tipo de argumentos racionales, incluso los propios ejemplos.

## Metodología

### Análisis del tema
Hace falta definir las nociones clave y aproximarse a  la o las cuestiones planteadas sin despreciar ninguna idea previa (ejemplo : "Se puede..." significa  "Es posible", "Es legítimo" o ambos simultáneamente) con el fin de problematizar el asunto tratado. Es por consiguiente un trabajo de clarificación conceptual.

### Trabajo de investigación
Hace falta bucear en la cultura general del sujeto para encontrar elementos que informen sobre el tema tratado. A continuación, es necesario profundizar e investigar en referencias filosóficas que sostengan los argumentos empleados, bajo la forma de cita o de paráfrasis. La cita tiene que estar comentada y explicada. Ejemplo: « Como decía Heráclito: "Dos personas no se bañan en el mismo río". »

### Organización
La disertación ha de abordar el conjunto de posibles respuestas (no se trata de dar una respuesta única argumentada, sino que se han de exponer las tres o cuatro posibles respuestas al tema en cuestión e ir aportando argumentos para su posible exclusión). Un plan de trabajo frecuente es apoyarse en una de las respuestas en una primera parte, seguir con la crítica de esta respuesta en una segunda parte (contraargumento); aportar una segunda respuesta, seguida de un contraargumento adecuado; aportar una tercera respuesta y su correspondiente contraargumento, así sucesivamente hasta la obtención de la respuesta más convincente.
Las referencias expuestas y las definiciones dadas vienen a integrarse en el plan.

### Redacción
Se hace directamente en limpio, excepto la introducción y la conclusión, de las que se hace preferentemente un borrador previo. El plan de trabajo ha de ser claro y visible, pero no deben utilizarse epígrafes o títulos.

#### Introducción
Debe llevar :......
1. Un preámbulo, una continuación y una entrada en materia (normalmente una cita) que trate directamente el asunto e interpele al lector, sin obviedades ni fórmulas generalistas.
2. El tema, escrito tal cual, sin comillas.
3. La definición de los términos tratados.
4. La transformación en problema ha de ser perfectamente equivalente al asunto, del que hay dar las respuestas posibles en una asunción del problema que lo prolongue.
5. Anuncio del plan.

#### Conclusión
Debe llevar :
1. Una resumen claro de las etapas del razonamiento.
2. Una formulación precisa y breve de la respuesta dada a la cuestión
3. Una o dos implicaciones directas de esta respuesta (no cambiar de tema, destruyendo el valor de la respuesta dada; basta un ejemplo).

## Críticas
Claude Lévi-Strauss describió la disertación de filosofía como un « ejercicio verbal, fundado sobre el arte del calambur qui toma el lugar de la reflexión » o una  gymnastique dont les dangers sont pourtant manifestes.
Jacques Derrida criticó lúcidamente la disertación de los concursos oposiciones del profesorado, afirmando que consistían en una suerte de "hacer el mono" ("faire le singe")  y usar solo de retórica hueca. Pierre Hadot une igualmente este ejercicio a la retórica.